# Breaking Dawn (film 2004)
Breaking Dawn è un film americano del 2004, diretto da Mark Edwin Robinson, che ne ha curato anche il soggetto e la sceneggiatura.

## Trama
Dawn è una giovane studentessa di medicina a cui viene data la colpa per le azioni di un suo paziente, malato di mente, che ha ucciso la madre.
Il paziente, di nome Don, nasconde molti segreti e disturba Dawn con i suoi folli comportamenti. Continuando ad indagare sull'accaduto, si rende conto che la paranoia di Don sia in gran parte causata da una figura minacciosa di nome "Malachi". Quando è essa stessa perseguitata da una figura misteriosa, comincia a chiedersi se Malachi esista davvero o se sia frutto della sua immaginazione fortemente influenzata dalla follia di Don che in qualche modo la sta influenzando, inficiandone il giudizio.

## Produzione
Si tratta di una pellicola horror-thriller di produzione indipendente ed è il film d'esordio di Mark Edwin Robinson, che all'epoca aveva 22 anni.
Il film fu girato in soli 18 giorni in California.

## Distribuzione
Il film fu presentato al Festival di Cannes, al Marché du Film e all'Hollywood Film Festival.